# Pizia

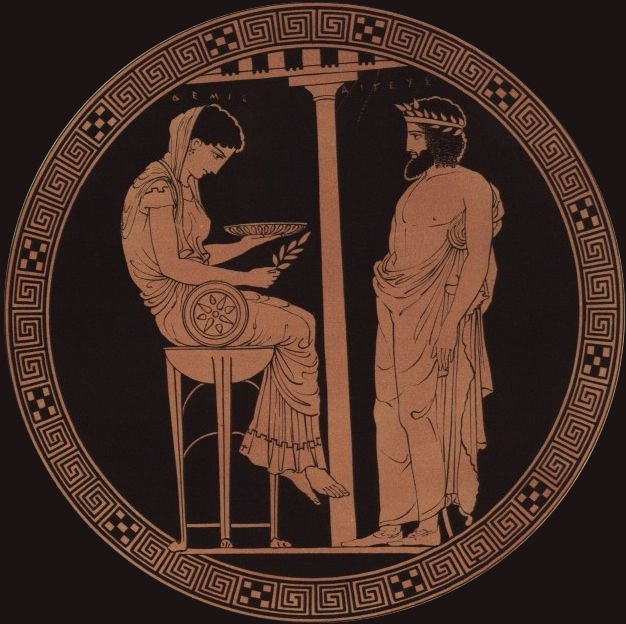
Egeo, mitico re di Atene, consulta la dea Temi, seconda detentrice dell'oracolo di Delfi secondo Eschilo assisa sul bacile del tripode. Tondo di una kylix attica a figure rosse del 440-430 a.C. Opera del Pittore di Kodros, (Antikensammlung di Berlino, Berlin Mus. 2538).

Nell'antica Grecia la Pizia o Pitia (in greco antico: Πυθία Pythía, pronuncia: [pyːtʰí.aː]), detta pure Oracolo di Delfi, era la sacerdotessa di Apollo che forniva i responsi divinatori e custodiva l'onfalo, il cuore religioso e politico della Grecia antica. Con il termine onfalo, l'ombelico del mondo, era indicata, nello specifico, la pietra su cui la sacerdotessa originariamente sedeva.
La posizione venne ricoperta da donne scelte nella città di Delfi, senza limiti di età, per circa 1800 anni, dal 1400 a.C. fino al 392 d.C. quando la pratica venne proibita dall'imperatore romano Teodosio I che, dopo aver reso il Cristianesimo religione di Stato nel 380, aveva soppresso i culti pagani attraverso i decreti teodosiani.
L'oracolo di Delfi è una delle istituzioni religiose del mondo classico meglio documentate, nonché probabilmente la più nota di questo tipo. Secondo Plutarco, nel periodo di maggior popolarità del santuario di Delfi, c'erano almeno tre donne che svolgevano contemporaneamente il ruolo di Pizia.
Tra gli scrittori che lo menzionano possiamo ricordare, in ordine alfabetico: Aristotele, Diodoro Siculo, Erodoto, Euripide, Giustino, Lucano, Ovidio, Pausania, Pindaro, Platone, Plutarco, Senofonte, Sofocle, Strabone e Tito Livio.

## Organizzazione dell'oracolo

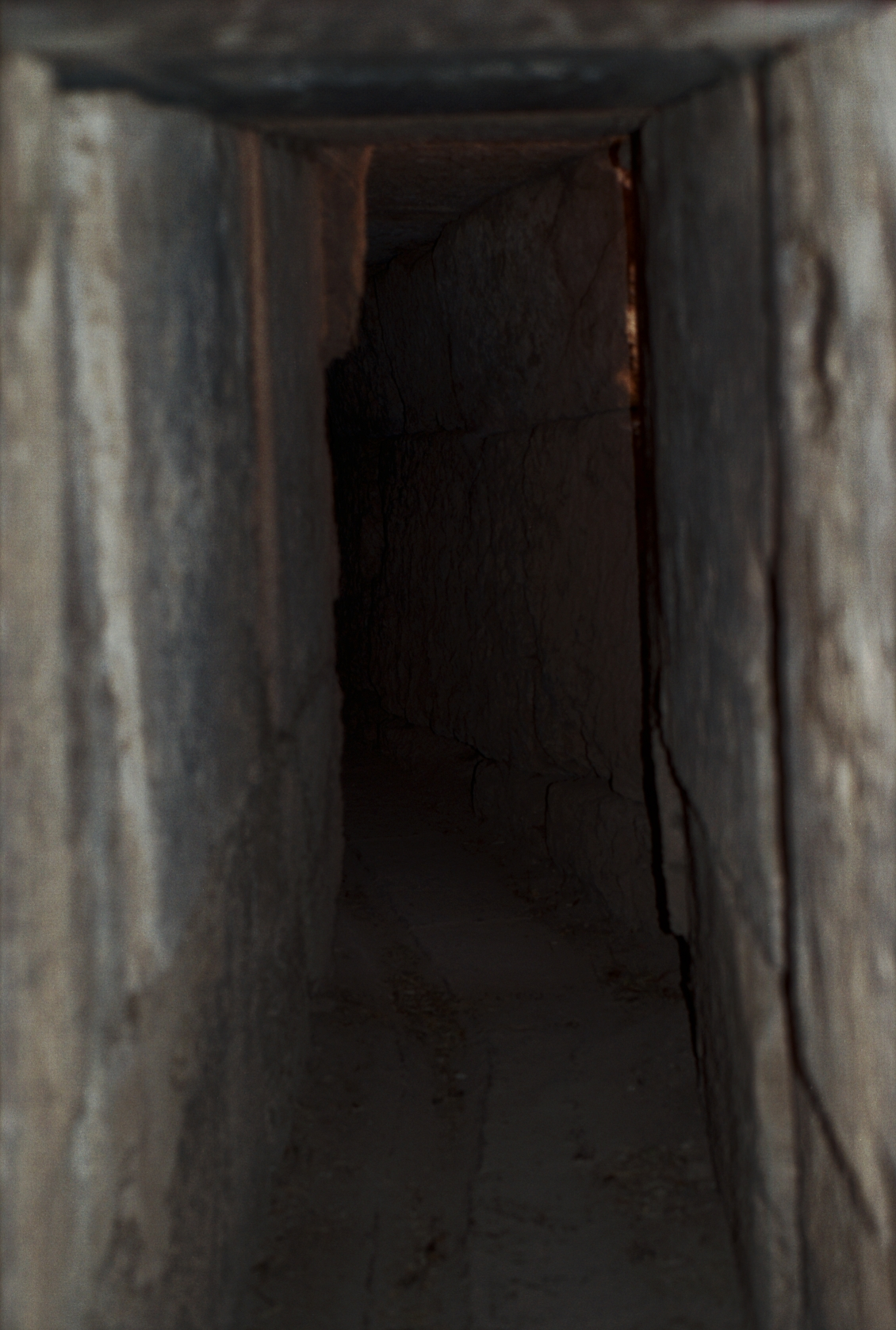
Il tunnel che conduce all'adyton sotto il tempio, dove la Pizia faceva gli oracoli.

Coloro che si rivolgevano all'oracolo delfico per un responso erano prima ricevuti dai sacerdoti, i quali regolavano l'accesso in base a criteri di status sociale e convenzioni particolari che garantissero la precedenza. La Pizia poteva arbitrariamente rifiutare. 
Prima della consultazione era costume sacrificare una capra, il cui corpo sarebbe stato lavato con l'acqua della sorgente del santuario e dai cui organi, in particolare dal fegato, i sacerdoti, nel ruolo di aruspici, avrebbero divinato la buona riuscita o meno dell'incontro con la veggente. Era inoltre consuetudine dedicare al tesoro delfico, da sempre tra i più ricchi del mondo greco, doni appropriati allo status del richiedente.
Soddisfatti i requisiti, il richiedente veniva condotto nell'ἄδυτον (àdyton), il sancta sanctorum del complesso templare, consistente in una cella ipogea dove avrebbe consultato la Pizia. Secondo Pausania le esalazioni della fonte Cassotide avrebbero ispirato i vaticini, espressi in esametri dattilici.

## Origine dell'oracolo

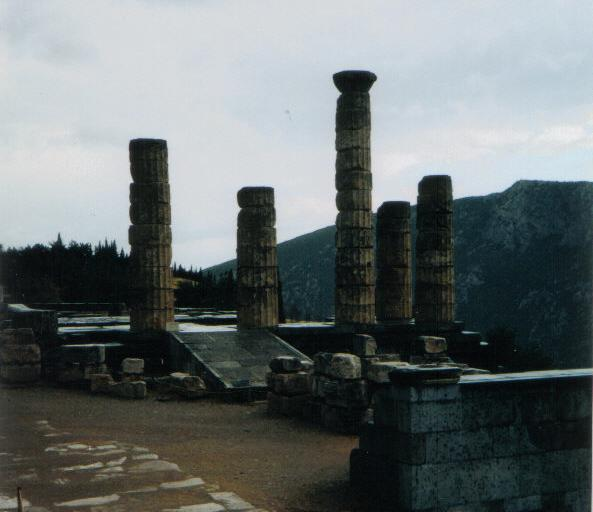
Ruderi nei pressi del tempio.

Diodoro Siculo, autore del I secolo a. C., afferma che, prima della fondazione di Delfi, le capre al pascolo sarebbero state inspiegabilmente attratte dal baratro in cui in seguito sarebbe stato installato l'oracolo delfico, e una volta saltate dentro avrebbero prodotto suoni diversi dal solito. Un capraio, seguita una capra nella dolina, avrebbe sperimentato gli stessi effetti e ottenuto la facoltà profetica. La fama oracolare del luogo si sparse nei territori vicini e chiunque desiderasse un responso vi si recava a interrogare la folla di persone che aveva cominciato ad assieparlo, finché la misteriosa sparizione di coloro che si erano gettati nella grotta non portò la popolazione a deliberare che l'unica a dimorarvi, incaricata di fornire i responsi, fosse una donna vergine.
Il ruolo di medium divino conferiva alla Pizia grande prestigio sociale. In quanto consacrata ad Apollo, e ricettacolo dei vaticini ispirati dal dio, le era prescritta la verginità rituale, ma in seguito all'episodio di Echecrate il Tessalo - il quale, invaghitosi della giovane pizia, la rapì, - i Delfi sancirono che nessuna pizia sarebbe dovuta essere consacrata prima dei cinquant'anni, indifferentemente se questa fosse stata sposata e con figli, per quanto avrebbe continuato a essere abbigliata con il candido talare da nubile. 
Come illustrato da Joseph Eddy Fontenrose e altri mitografi, il termine Pizia deriva da Pito (Πυθώ), il nome del santuario nel principale mito di fondazione che vede Apollo uccidere il serpente oracolare Pitone posto a guardia del santuario di Delfi, dedicato a una divinità femminile; Apollo avrebbe poi edificato l'oracolo sul luogo in cui aveva ucciso Pitone. Un altro significato dell'espressione si potrebbe trovare nell'albanese: Py(e)tja significa "Domanda" cioe domandare all'oracolo di predire il futuro.
Le fonti più antiche, come gli inni omerici ad Apollo e numerose raffigurazioni vascolari, citano anche un serpente femminile (drakaina), Delfina (Δελφινης), custode dell'oracolo e dal cui nome sarebbe derivato il toponimo Delfi/Delfo. L'aspetto e gli attributi di questo serpente si confondono, forse volutamente, con quelli dell'Echidna e Károly Kerényi lo interpreta come la sovrapposizione del mitema del racconto apollineo su quello precedente.
(Kárl Kerényi, The Gods of the Greeks, op. cit., p. 136.)

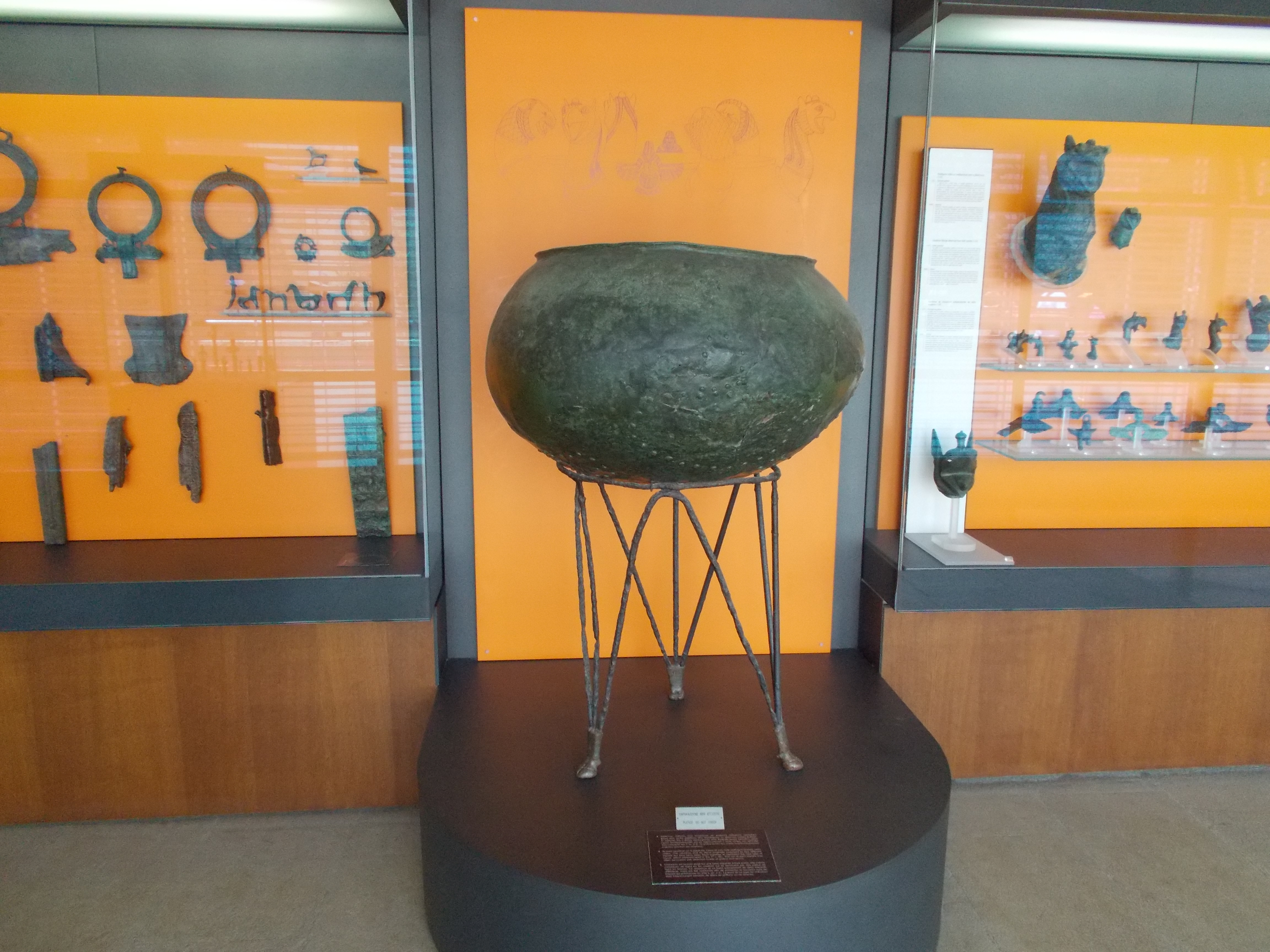
Tripode in bronzo presso il Museo di Delfi.

La figura mitologica del serpente Pitone, si modella, quindi, su quella più arcaica di Delfina, riprendendone in parte alcuni attributi, in primis il ruolo di custode dell'oracolo che in alcune raffigurazioni più antiche conserva assieme ad Apollo pur diventando successivamente l'avversario sconfitto ed ucciso, e si sovrappone progressivamente anche a livello linguistico. Il nome del tempio di Apollo conserva il legame col racconto mitologico più antico: per esempio, il tempio di Apollo ad Atene veniva chiamato Δελφίνιoν (Delfinio) dall'epiteto Δελφίνιος (Delfinio) attribuito ad Apollo negli inni omerici; ma altresì, la figura preminente della nuova casta sacerdotale, è divenuta la Pizia con un chiaro riferimento al nuovo culto.
Pitone (il cui nome deriva dal verbo πύθειν col significato di far imputridire) è, nella versione più canonica, il nemico ctonio del dio del Sole e lo scrittore Robert Graves legge in questa contrapposizione il riferimento all'occupazione da parte dei greci di un santuario preellenico esistente a Delfi. Il culto già esistente con la sua casta sacerdotale femminile sarebbe stato preservato, per evitare le rivolte della popolazione, ma si sarebbe adattato - spiega Graves - al nuovo contesto religioso. L'uccisione dell'eroe Pitone da parte di Apollo nel mito sarebbe diventata di conseguenza una sorta di rappresentazione simbolica finalizzata a sancire e a far accettare questo cambiamento.
Sostegno alla lettura del racconto mitologico come sovrapposizione/sostituzione del culto apollineo su uno più antico, è fornito anche dai reperti archeologici ritrovati presso il santuario di Delfi: le statuette votive di sesso femminile (create a immagine di una divinità analoga) vengono progressivamente sostituite tra l'XI e il IX secolo a.C. da analoghi simulacri esclusivamente maschili.
Per estensione, la Pizia viene indicata anche con il termine di Pitonessa (dal latino tardo pythonissa) con riferimento alla maga («che prediceva il futuro invasata da un demone chiamato Python») consultata da Saul nel racconto biblico (I Samuele, 28, 7 28).

## Ipotesi scientifiche sull'oracolo

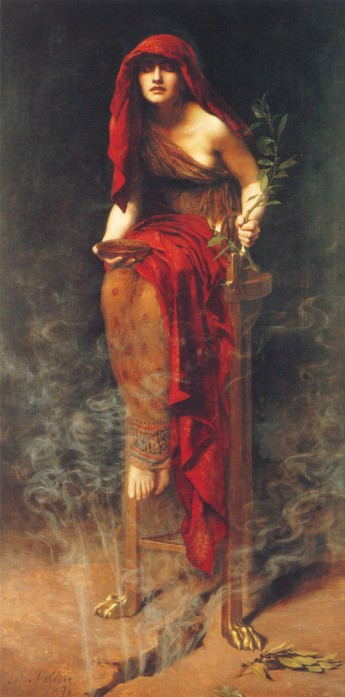
Priestess of Delphi (1891) di John Collier. Assisa sul tripode, la Pizia subisce l'effetto del pneuma che promana dal basso

È stato spesso supposto che la Pizia emettesse i suoi vaticini in uno stato di alterazione mentale, allucinazione o trance, indotta aspirando i vapori che fuoriuscivano da una fessura nel suolo o masticando vegetali allucinogeni come l'alloro, e poi riferisse i vaticini in forma confusa al sacerdote che li interpretava per il supplice.
Si è suggerito che pure l'atmosfera suggestiva del luogo, la liturgia sacra con i vari rituali, le aspettative e l'entusiasmo degli stessi supplici, contribuissero a far raggiungere alla veggente lo stato di esaltazione mistica.
Sebbene le fonti classiche siano concordi nel fornire l'immagine di una donna che si esprime in modo intelligibile e direttamente al supplice, in merito all'ipotesi dei gas allucinogeni, già lo storico greco Plutarco, che aveva servito come sacerdote al tempio, affermava (Moralia 436c) che la Pizia - per ottenere le visioni - si rinchiudeva in un antro dove «dolci vapori» fuoriuscivano dalle rocce. Ricerche, anche di tipo geologico, per verificare questa ipotesi sono state condotte più volte nel sito di Delfi, senza risultati significativi.
Sembra chiaro che la struttura del santuario di Delfi differisse da quella usuale dei templi greci presentando, come adyton accessibile solo alla veggente, una particolare soluzione consistente in una camera sotterranea che poteva essere effettivamente stata creata in corrispondenza di una preesistente cavità naturale. Le prime campagne di scavo francesi nel sito di Delfi non trovarono, tuttavia, evidenze di fessurazioni e cavità naturali, ma un riesame recente del corredo fotografico degli scavi ha contestato queste conclusioni.
Nel 2000, Luigi Piccardi, del Consiglio Nazionale delle Ricerche, formulò l'ipotesi che la voragine oracolare citata nel mito fosse il risultato di una rottura del terreno creatasi a seguito di un terremoto lungo la faglia sismica di Delfi, e che i "vapori" che avrebbero ispirato la Pizia fossero gas comunemente rilasciati da simili fratture sismiche, come acido solfidrico e anidride carbonica, capaci di indurre moderati effetti psicoattivi nell'uomo.
Nel 2001, un gruppo interdisciplinare di geologi, archeologi e tossicologi della Wesleyan University di Middletown (Connecticut) rilevò una concentrazione di 15,3 ppm di metano e 0,3 ppm di etilene nella sorgente di Kerna, adiacente al tempio di Delfi (Spiller, Hale, de Boer, Chanton, 2002). Secondo l'équipe della Wesleyan, l'abbondante presenza di etilene (un gas odoroso che potrebbe ben adattarsi alla descrizione di Plutarco) era dovuta alla conformazione geologica locale. Lo strato roccioso su cui sorge il tempio sarebbe stato interessato, infatti, dal passaggio di due importanti sistemi di faglie (le linee di Kerna e Delfi) e costituito da calcari bituminosi con un alto tasso di idrocarburi. Poiché il santuario si trova in una zona tettonicamente molto attiva, l'area estensionale di Corinto, la roccia risulterebbe particolarmente cataclasata e, a causa delle fratture, permeabile all'acqua e ai gas intrappolati negli strati bituminosi. Studi tossicologici sull'inalazione d'etilene mostrano, in effetti, che questo idrocarburo - letale ad alti dosaggi - potrebbe provocare, se assunto a piccole dosi, euforia, sensazione di leggerezza e allucinazioni.
L'ipotesi di una significativa emissione di etilene a Delfi, così come la particolare conformazione geologica sottostante al tempio di Apollo (in particolare, l'esistenza della faglia di Kerna), è stata successivamente contestata e smentita da diversi studi scientifici che hanno messo in risalto la mancanza di evidenze geologiche e geochimiche a supporto dell'impianto speculativo di Spiller, Hale e de Boer e una sostanziale implausibilità dello stesso.